# Ronald Bishop
Ronald Bishop, född 30 maj 1931, död 8 juni 2023, var en brittisk bågskytt. Han deltog vid olympiska sommarspelen 1972.